# 猟兵

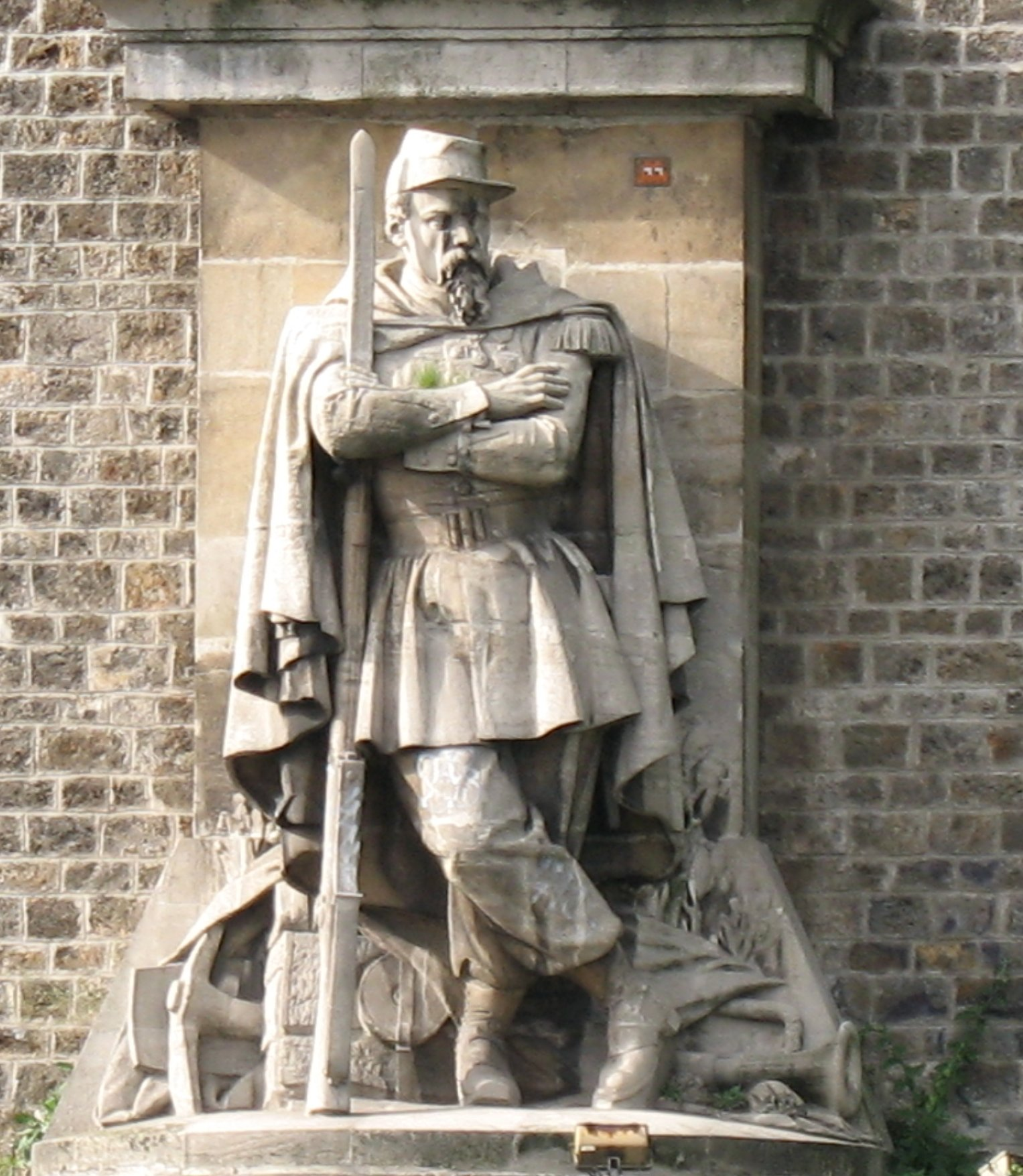
フランス軍猟兵の石像

猟兵（りょうへい、独: Jäger、英: jaeger、仏: chasseurs、葡: caçadores）は、近代の軍隊における兵科または兵種の名称。Jäger や chasseurs などの語は、いずれも元は猟師・ハンターを意味しており、そこから日本語では猟兵と訳される。

## 概要
猟兵の始まりは、17世紀初め頃にスウェーデン陸軍で創設された“騎馬猟兵中隊”とされている。この部隊は、日頃から銃の扱いに慣れている森林労働者や猟場監視人を集めて編制されており、それは後にヨーロッパ各国で創設された猟兵部隊でも同じであった。猟兵は、散兵戦や狙撃戦といった戦列歩兵とは異なる任務に投入され、一種のエリート部隊として扱われていた。
19世紀中盤以降、産業革命の成果を得て各種の火器が飛躍的な発達を遂げた。精度・射程・殺傷力を高めたエンフィールド銃に代表される、ミニエ式ライフル銃が歩兵の標準装備とされたクリミア戦争から南北戦争の時代になると、戦列歩兵の伝統的運用は甚大な損害を蒙るようになった。この変化を受けて各国軍は戦列歩兵を改組し、非密集型の散兵中心な歩兵運用へ置換した。このため近代歩兵の野戦運用は、猟兵をはじめとする軽歩兵の系譜に連なる存在として現在に至っている。
散兵と戦列歩兵の区別もなくなったことから、猟兵は独立した兵科としての実態を失ったが、猟兵の名は名誉呼称として主に空挺部隊や山岳部隊等の軽歩兵の部隊名などに残る事となった。

## ドイツにおける猟兵
1744年、プロイセン国王フリードリヒ2世が七年戦争で狙撃兵として活躍したオーストリアのクロアチア人辺境兵（Grenzers）に感銘を受け、創設したのがはじまりである。
猟兵はドイツ語で Jäger と書き「イェーガー」と読む。当時のドイツは16世紀に発明されたライフル銃（江戸時代後期の日本では蘭語でヤーゲル銃と呼ばれた）の製造技術を継承するマイスターたちが工房を構える数少ない地域であり、その製造技法はギルドによって保護されていた。そのため、多くの欧州諸国がドイツ製ライフル銃とその使用に長けたドイツ人傭兵を、自軍の猟兵・狙撃兵として雇用していた。

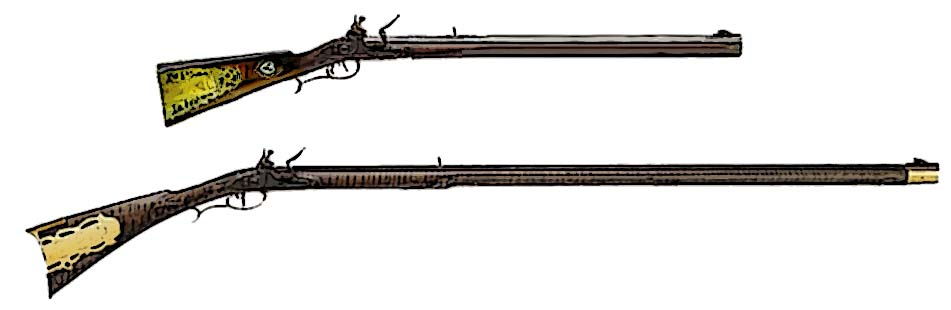
米国独立戦争に派遣されたドイツ人傭兵が使用したドイツ製・上と、主に大陸軍民兵によって使用された米国製・下（通称:ケンタッキー銃）の2種のライフル銃

ライフル銃製造技術は、ドイツ人移民を通じて新大陸にももたらされた。アメリカ独立戦争においては、英軍に雇われたドイツ人傭兵（Hessian）と大陸軍に加わったドイツ人移民たちの民兵が、互いに猟兵としてライフル銃で戦うことになった。
ライフル銃は戦列歩兵の用いるマスケット銃（ゲヴェール銃）に比べて、命中精度は格段に高いが再装填に時間がかかった。そのため、戦列歩兵が隊列を組んで前進して目標に対し一斉射撃を繰り返し、銃剣による白兵戦で決着を付ける戦術を取ったのに対して、散開して個々の判断で射撃を行って敵の士官や砲兵を狙撃し、戦列歩兵の突撃を側面支援する戦術で運用されていた。
猟兵は戦列歩兵の側面支援の他に、敵軍の後方撹乱・山岳戦・狙撃・偵察をも任務としていた。当時のプロイセンには“シュッツエン”（単数形はシュッツェ、射手や銃兵を意味する）と呼ばれる狙撃兵も同時に存在したが、これが散兵任務のほか密集戦闘にも携わったのに対し、猟兵はあくまで散兵専門の部隊として扱われた。プロイセン軍において猟兵は数が少なく、1806年の戦役でいったん消滅した。
ドイツ連邦軍では、プロイセン陸軍の伝統に倣って軽歩兵のことをイェーガーと呼ぶ。降下猟兵（ファルシルムイェーガー、空挺兵）、山岳猟兵（ゲビルクスイェーガー、山岳兵）、装甲擲弾兵（パンツァーグレナディーア、機械化歩兵）に不向きな地形での運用を重視した猟兵（イェーガー、軽歩兵）の3種類を保有する（例：ドイツ特殊作戦師団第31空中機動旅団第311降下猟兵大隊（Fallschirmjägerbataillon 311）、ドイツ第23山岳猟兵旅団（Gebirgsjägerbrigade 23））。その他、憲兵もフェルトイェーガー（Feldjäger）と呼称される（直訳は「野戦猟兵」。ドイツ語で憲兵を示す単語はMilitärpolizei（軍事警察）やFeldgendarmerie（野戦憲兵）であるが、連邦軍の兵科名としては当初のMilitärpolizeiを経てFeldjägerが採用された）。

## フランスにおける猟兵
猟兵はフランス語で“シャスール・ア・ピエ” (chasseurs à pied) と呼ばれる。後半部はドイツ語の場合と同じく徒歩・歩兵を意味する。フランスの猟兵は、プロイセン軍の Jäger に対抗して1740年に創設された兵種であるが、当初この用語は、戦列歩兵連隊または軽歩兵大隊の各中隊の呼称として使用されていた。兵種の呼称として一般化するのは、フランス革命後のナポレオン時代になってからである。ナポレオン戦争時にフランス軍は、この猟兵と選抜歩兵を駆使した散兵戦術を巧みに使い、ヨーロッパ大陸を征服したのである。猟兵の運用法は上記のプロイセン軍の場合とほとんど同じであるが、フランス軍の猟兵はライフル銃ではなく、通常の兵が持つのと同じ滑腔式のマスケット銃を装備していた。日本では両者を区別するため、“猟兵”と“猟歩兵”というように呼称を変える場合がある。
現在のフランスでも、ドイツの場合と同様、山岳部隊兵士のことをアルペン猟兵 (Chasseurs alpins)、空挺部隊兵士のことをパラシュート猟兵 (chasseurs parachutistes) などと呼んでいる（例：フランス陸軍第27山岳旅団所属の第13アルペン猟兵大隊 (13e bataillon de chasseurs alpins)、フランス陸軍第11落下傘旅団所属の第1猟兵落下傘連隊 (1er régiment de chasseurs parachutistes)、戦車部隊である第1＝第2猟兵連隊 (1er-2e régiment de chasseurs)）。

## その他の国の猟兵
ポルトガルでは“カサドール” (caçadores) と呼ばれる軽歩兵が存在し、ナポレオン戦争における半島戦争の際には、スペインのゲリラやポルトガルの民兵軍とともに、侵攻するフランス軍に対して活躍した。
18世紀のオーストリアでは、“Frei-Corps”（フライコーア）と呼ばれる諸兵科混成義勇軍の猟兵を使用していたが、オーストリア軍の将校は散兵戦を軽視していたため、精鋭ながら数は少なかった。19世紀になるとチロル地方に4個の猟兵連隊「カイザーイェーガー（皇帝猟兵）」が設けられ、それ以降は同国唯一の猟兵部隊として1918年の帝政崩壊まで存続した。
ロシアでは散兵戦が重視されており、早くから多くの猟兵連隊（ロシアでは猟兵と軽歩兵は同義）が創設された。ロシアの猟兵はフランス軍同様、ライフル銃ではなく普通のマスケット銃を使用していた。一部の狙撃兵とエリート部隊であるカラビニエたちだけがライフル銃を装備していた。この充実した軽歩兵部隊はナポレオン戦争において、フランス軍の最大の敵となった。
スウェーデン軍では、猟兵の種類は数多く存在する。その中、山岳猟兵（fjälljägare）が厳しい訓練を経て北部の寒い環境に慣れて、エリート視されている。スウェーデンの長い海岸で活躍する海岸猟兵（kustjägare）は同じ様に長い訓練をくぐりぬいてエリート部隊と見られている。ドルフ・ラングレンは、海岸猟兵の出身者として有名な一例である。その他、降下猟兵（fallskärmsjägare）、空挺猟兵（luftburna jägare）などの部隊が存在する。また、飛行場猟兵（flygbasjägare）が空軍の飛行場の周辺の偵察や降下した飛行士を助け出す。猟犬が飛行場猟兵の大事な道具の一つである。なお、猟兵部隊の軍人がよく将校として迎えられている。
アメリカでは、独立戦争に際して独立派に参加した民兵（その多くは農民や猟師だった）が、猟兵・狙撃兵として大きな役割を果たしたことから、個々の兵士に狙撃技能の研鑽を求める“One shot One kill”と呼ばれる伝統が軍内に強く残っており、歩兵銃の命中精度に対する要求値が他の欧州各国軍に比して高いことで知られている。また、一般人である民兵が武装する権利を“自由な国家の安全にとって不可欠”（necessary to the security of a free State）としてアメリカ合衆国憲法修正第2条で保証している。